# Myzomela eques
Myzomela eques là một loài chim trong họ Meliphagidae.
Nó được tìm thấy ở New Guinea. Môi trường sống tự nhiên của nó là các khu rừng đất thấp ẩm nhiệt đới hoặc cận nhiệt đới.